# Kalwaria Lubawska na Świętej Górze
Kalwaria Lubawska na Świętej Górze – zespół 6 kaplic oraz Drogi Krzyżowej znajdujących się na Świętej Górze w Lubawce.

## Położenie
Znajduje się w południowo-zachodniej Polsce, w Sudetach Środkowych w Górach Kruczych na Świętej Górze.

## Historia
Kapliczki zostały wzniesione na przełomie XVIII/XIX w., obecne pochodzą z przełomu XIX/XX w. i świadczą o charakterze katolickiej pobożności ludowej. Jej wynikiem był wysyp na Śląsku założeń kalwaryjnych. Jest to miejsce, którego tradycje pątnicze sięgają XVIII w. W latach 1845–1846 ustawiono stacje Drogi Krzyżowej.
- kaplica św. Anny – z poł. XIX w. Była wielokrotnie przebudowywana za sprawą zmian kolejnych właścicieli wzgórza.
- kaplica Ostatniej Wieczerzy – z 1892 r.
- kaplica Koronowania Chrystusa – z poł. XIX w.
- kaplica Matki Boskiej Bolesnej – z 1866 r.
- kaplica Grobu Pańskiego – z poł. XIX w.
- kaplica Zmartwychwstania – z 1902 r.

Ostatnią restaurację przeprowadzono w latach 1959–1968. Całość obiektu popada w ruinę. Kapliczki są pozbawione okien i drzwi, w niektórych zachowały się resztki polichromii ściennych oraz nieliczne uszkodzone figury.